# Joseon Tongsinsa

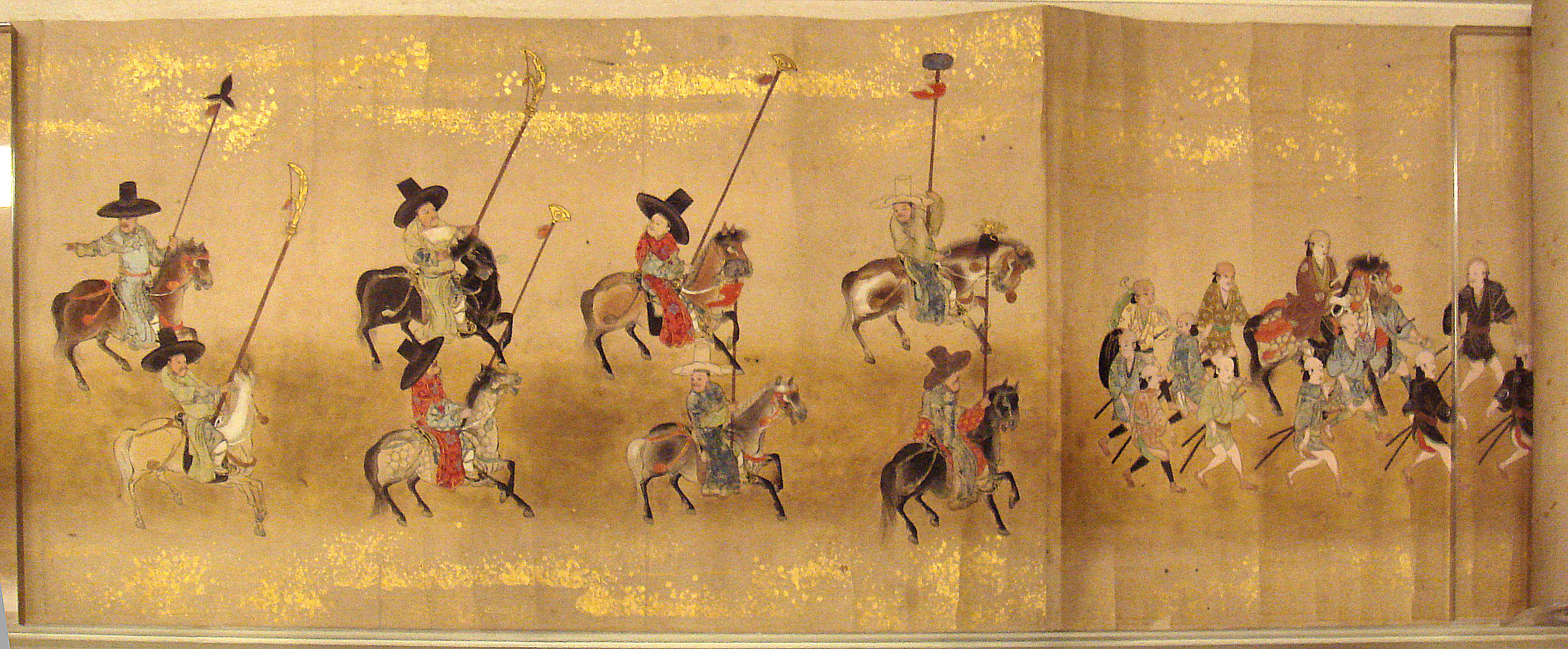
Koreanische Botschafter auf dem Weg nach Japan (1655)

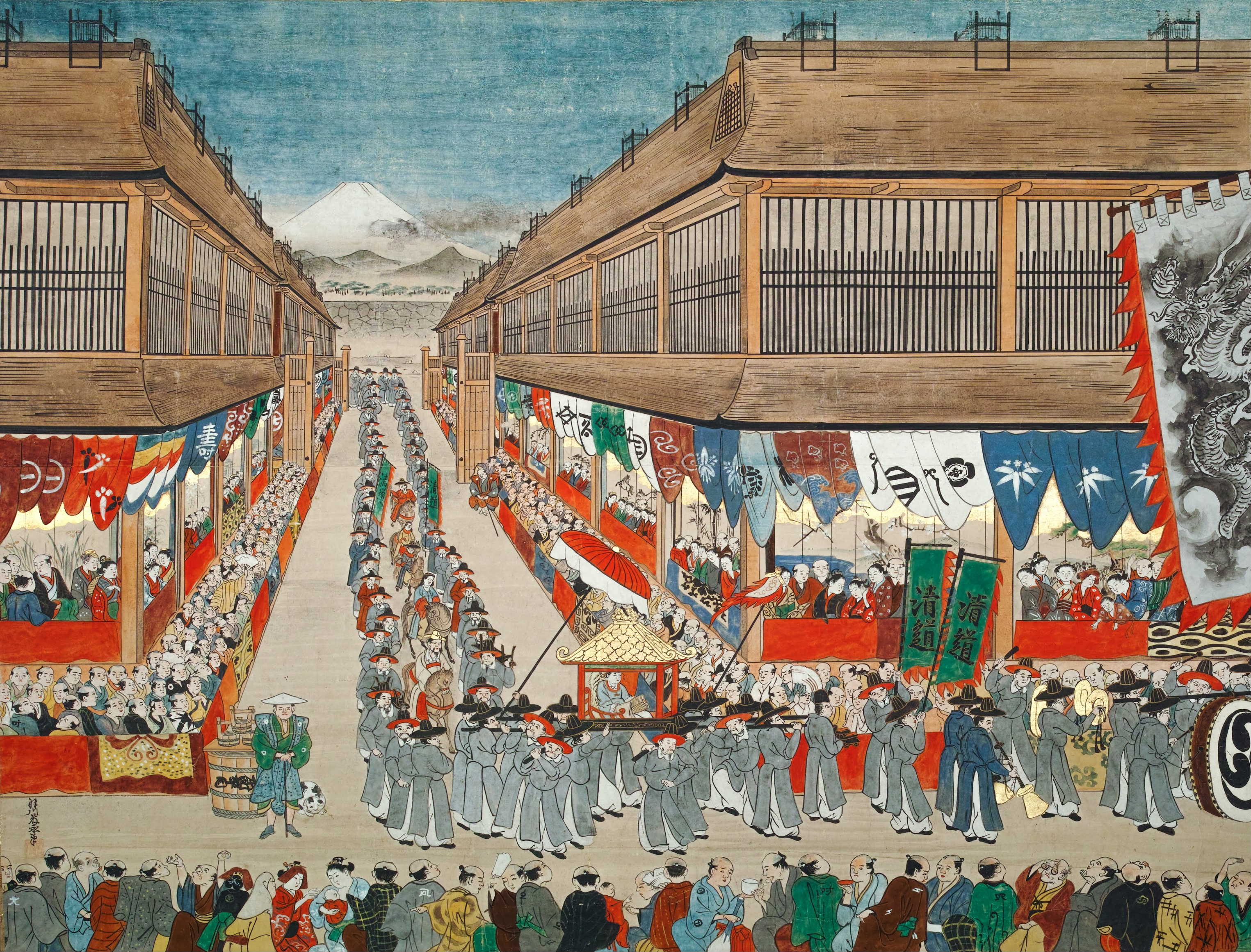
Prozession koreanischer Gesandter in Edo, der Hauptstadt von Tokugawa (1748)

Als Joseon Tongsinsa (koreanisch: 조선 통신사) wird die Entsendung einer diplomatischen Delegation des Joseon-Reichs (조선) nach Japan genannt, die das Ziel hatte, nach dem Ende des Imjin-Kriegs (1592–1598) auf Betreiben des japanischen Tokugawa-Shōgunat (徳川氏) die Feindseligkeiten zwischen den beiden Reichen zu beenden und für Frieden zu sorgen.

## Geschichte
Nach dem Tod von Toyotomi Hideyoshi (豊臣 秀吉) (1537–1598), der für Tod und Zerstörung während des Imjin-Kriegs in Korea verantwortliche war, erging vom Tokugawa-Shōgunat die Aufforderung an Joseons Herrscher Seonjo (선조) (1552–1608), Verhandlungen über Frieden zwischen den beiden Völkern zu führen. Das Joseon-Königshaus ging auf das Angebot ein und entsandte im Jahr 1607 eine 400 bis 500 Personen starke Delegation nach Edo (江戸), der früheren Hauptstadt des japanischen Reiches, das heute Tokio genannt wird. Die Reise dauerte sechs Monate und führte von Hanseong (한성), der Hauptstadt Joseons (heute Seoul) über die Hafenstadt Busan (부산), der japanischen Inseln Tsushima (対馬) und Kyūshū (九州) auf die Hauptinsel Honshū (本州) und dann weiter bis nach Edo.
Es war der Beginn diplomatischer Beziehungen der einst verfeindeten Staaten, die von 1607 bis 1811 andauerten. In dieser Zeit entsandte das Joseon-Reich insgesamt 12 diplomatische Delegationen nach Japan. Die dadurch gefestigten Beziehungen zwischen den Ländern dienten nicht nur der Friedenssicherung, sondern führten auch zu einem regen bilateralen Kulturaustausch. Die koreanischen Diplomaten wurden auf ihren Reisen durch Japan mit ihrem Gefolge an den Höfen der japanischen Fürsten willkommen geheißen und fürstlich bedient. Die Kosten dafür sollen so beträchtlich gewesen sein, dass das Shōgunat dadurch sogar in finanzielle Schwierigkeiten geraten sein soll.

## Weltgeschichtliche Bedeutung
Die Regierungen Südkoreas und Japans waren sich der weltgeschichtliche Bedeutung der in beiden Ländern vorhandenen Dokumente über die diplomatischen Bemühungen jener Jahre bewusst und beantragten über die Busan Cultural Foundation (Südkorea) und der Liaison Council of All Places Associated with Chosen Tsushinshi (Japan) zusammen im Jahr 2016 bei der UNESCO die Dokumentensammlung nebst vorhandenen Bilder zum Weltdokumentenerbe zu ernennen. Schon 1995 gründete sich die japanische Organisation zur Sicherung des Erbes und fand ihren Sitz auf der in der Koreastraße liegenden Insel Tsushima (対馬). Im Jahr 2002 traten dann beide Organisation gemeinsam in der Öffentlichkeit auf, um auf den Wert der beiderseitigen Dokumentensammlung aufmerksam zu machen.
Im Jahr 2017 entschied die UNESCO schließlich 111 Dokumente, die aus 333 Einzelstücken bestanden, in das Register des Weltdokumentenerbe aufzunehmen. Die registrierten Dokumente umfassen insgesamt 51 diplomatische Schriftstücke, 65 Reisedokumentationen, die aus 136 Schriftstücken und Bildern bestehen und 41 Dokumente über den Kulturaustausch beider Länder, die aus 146 Schriftstücken und Bildern bestehen. Von diesen Dokumenten werden 124 Schriftstücke und Bilder in Südkorea und 209 Schriftstücke und Bilder in Japan aufbewahrt.